# Journal filmé
Le journal filmé est un genre cinématographique.
Il s'est surtout développé depuis les années 1960 grâce à la démocratisation des moyens de production, notamment le Super 8, et encore plus depuis la fin des années 1990 avec l'apparition du format HI8 et DV.
Le cinéaste filme ce qui lui arrive au jour le jour, librement.
Exemples de cinéastes :
- Jonas Mekas
- Anne Charlotte Robertson
- David Perlov
- Boris Lehman
- Stephen Dwoskin
- Birgit Hein
- Lionel Soukaz
- Joseph Morder
- Rémi Lange
- Alain Cavalier
- Joaquim Pinto
- Gérard Courant

Exemples d'artistes vidéastes :
- Nelson Sullivan
- Sadie Benning